# Kriegerdenkmal (Merkendorf)
Das Kriegerdenkmal auf dem Marktplatz der Stadt Merkendorf im Fränkischen Seenland (Mittelfranken) erinnert an die gefallenen Soldaten des Ersten und Zweiten Weltkrieges aus der Stadt Merkendorf. 
Es steht auf der westlichen Seite des Merkendorfer Marktplatzes und wurde 1921 nach Plänen des Ansbacher Architekten Philipp von dem gebürtigen Merkendorfer Bildhauer Wilhelm Riedel zum Gedenken an die gefallenen Soldaten des Ersten Weltkrieges errichtet. Vor der Errichtung des Mahnmals stand auf dem Stadtplatz ein Pumpbrunnen.
Das Kriegerdenkmal besteht aus einem Steinpfeiler mit den eingemeißelten Namen der Gefallenen des Ersten Weltkrieges und einer Reiterfigur. 
Im Jahre 1952 wurden die Namen der gefallenen Merkendorfer Soldaten des Zweiten Weltkrieges von Steinmetzmeister Friedrich Ramspeck auf zwei Kalksteinblöcken mit aufgesetzten Schalen vor dem Steinpfeiler eingraviert.
Im Zuge der Planung für die Umgestaltung des Marktplatzes wurden 2006 Pläne veröffentlicht, das Kriegerdenkmal von der Altstadt an die Friedenseiche von 1873 in die Vorstadt zu verlegen. Dort soll nach dem Willen des damaligen Bürgermeisters Hans Popp ein Gedenkhain entstehen. Eine endgültige Entscheidung soll wegen des Widerstandes insbesondere der Merkendorfer Soldatenkameradschaft ein Volksentscheid bringen. Da die Umgestaltung des Marktplatzes wegen anderer Baumaßnahmen bis 2015 verschoben wurde, wird der Volksentscheid auf sich warten lassen. 2016 fand eine Planungswerkstatt unter Beteiligung der Bevölkerung zur Umgestaltung des Marktplatzes statt.